# Les Autels-Saint-Bazile
Les Autels-Saint-Bazile ist eine ehemalige französische Gemeinde mit 50 Einwohnern (Stand: 1. Januar 2013) im Département Calvados in der Region Normandie.
Am 1. Januar 2016 wurde Les Autels-Saint-Bazile im Zuge einer Gebietsreform zusammen mit 21 benachbarten Gemeinden als Ortsteil in die neue Gemeinde Livarot-Pays-d’Auge eingegliedert.

## Geografie
Les Autels-Saint-Bazile liegt im Pays d’Auge. Rund 25 Kilometer nordnordöstlich des Ortes befindet sich Lisieux. Das westsüdwestlich gelegene Falaise ist etwa gleich weit entfernt. Im Süden grenzt Les Autels-Saint-Bazile an das Département Orne.

## Bevölkerungsentwicklung
| Jahr                             | 1793 | 1836 | 1876 | 1926 | 1946 | 1975 | 1990 | 2013 |
| Einwohner                        | 75   | 178  | 179  | 118  | 142  | 95   | 52   | 50   |
| Quelle: Cassini, EHESS und INSEE |      |      |      |      |      |      |      |      |

## Sehenswürdigkeiten
- Kirche Saint-Bazile aus dem 16./17. Jahrhundert; ein Marienbildnis im Inneren ist seit 1996 als Monument historique klassifiziert[3]